# Jana Kolesárová
Jana Kolesárová (* 15. února 1976 Košice) je slovenská herečka.

## Život
Už ve čtrnácti letech začala hrát divadlo na muzikálně-divadelní konzervatoři v Košicích. Pak pokračovala na Vysoké škole múzických umění v Bratislavě, kde získala doktorát v oboru divadla. Během této doby hrála občas i v Slovenském národním divadle v Bratislavě. I když začala hrát i ve filmech, přestěhovala se do Spojených států, kde měla několik divadelních i filmových rolí (Tajemný let, Blur). V Americe se věnovala také modelingu. Poté, co se vrátila, je známá i z českých filmů a televizních seriálů (Sanitka 2, Polda). Herečka dlouho tajila rozvod s americkým manželem Brianem s nimž tvořila pár osmnáct let a mají společně mají syna Lucase. K roku 2024 žila s muzikantem z Uruguaye.

## Filmografie

### Film
| Rok  | Název                        | Role              | Poznámka            |
| ---- | ---------------------------- | ----------------- | ------------------- |
| 1991 | Zloději                      |                   | krátkometrážní film |
| 2003 | The Looking Glass            | Eva               |                     |
| 2005 | Tajemný let                  | Claudia           |                     |
| 2006 | White Lies                   | Jana              | krátkometrážní film |
| 2007 | Blur                         | Isis              |                     |
| 2015 | Burácení                     | Miriam            |                     |
| 2016 | Jak se zbavit nevěsty        |                   |                     |
| 2016 | Manžel na hodinu             | vědma             |                     |
| 2016 | Project Broken Rose          |                   |                     |
| 2018 | Bonds                        | speciální agentka | [ 2 ]               |
| 2020 | Prvok, Šampón, Tečka a Karel |                   |                     |

### Televize
| Rok          | Název                            | Role                     | Poznámka                    |
| ------------ | -------------------------------- | ------------------------ | --------------------------- |
| 1996         | Zázračná láska                   | první dvorní dáma        | TV film                     |
| 1996         | Prášky na spanie                 |                          | TV film                     |
| 1996         | Konec velkých prázdnin           | Paula                    | 1 epizoda (Ztráty a nálezy) |
| 1997         | Čaro múdrosti a lásky            |                          | TV film                     |
| 1998         | Svetlo                           |                          | TV film                     |
| 1999         | Carův kurýr                      | Olga                     | TV film                     |
| 1999         | Rozum nadovšetko                 |                          | TV film                     |
| 2003         | Abby                             | Elena                    | 1 epizoda (Kiss My Ex)      |
| 2008         | Obchod so šťastím                |                          |                             |
| 2008 - 2011  | Panelák                          | Amy Blichárová           | 44 epizod                   |
| 2009         | Nikdy neříkej nikdy              | Lenka                    | 6 epizod                    |
| 2009         | Jak jsem přežil                  |                          | 1 epizoda (Cesta z pekla)   |
| 2010         | Námořní vyšetřovací služba L. A. | Katya Vitkoya            | 1 epizoda (Breach)          |
| 2011         | Cizinec a krásná paní            |                          | TV film                     |
| 2011 - 2012  | Dr. Ludsky                       | Karin                    | 11 epizod                   |
| 2012         | Horúca krev                      | Zuzana Lipanská          |                             |
| 2012         | Dr. Dokonalý                     |                          |                             |
| 2013         | Sanitka 2                        | Simona Mádrová           | 13 epizod                   |
| 2014 - 2018  | Až po uši                        | Linda                    | 23 epizod                   |
| 2016         | Rapl                             | Jungerová                | 1 epizoda (Tichá voda)      |
| 2016 - 2024  | Polda                            | Mgr. Táňa Hošková        | 18 epizod                   |
| 2016 - 2019  | Za sklom                         | poručíčka Silvia Oravská | 10 epizód                   |
| 2017         | Policie Modrava                  |                          | 1 epizoda (Sestřička)       |
| 2022 - dosud | Kriminálka KRAJ                  | Zuza Vicenová            | 13 epizód                   |